# 뉴스 선전
뉴스 선전은 신뢰할 수 있는 뉴스로 은밀하게 포장된 일종의 선전이다. 그러나 뉴스 항목의 출처와 보도 동기에 대한 충분한 투명성 이 없다. 출처의 투명성은 뉴스 선전과 전통적인 뉴스 보도자료 및 비디오 보도 자료를 구별하는 데 중요한 매개변수 중 하나다.
모든 선전과 마찬가지로 뉴스 선전은 거버넌스, 정치적 또는 이념적 동기, 당파적 의제, 종교적 또는 민족적 이유, 상업적 또는 사업 적 동기를 포함한 매우 다양한 이유로 퍼질 수 있다. 그들의 목적이 항상 명확한 것은 아닙니다. 뉴스 선전은 또한 국가 안보 상의 이유, 특히 전쟁이나 국내 격변의 경우 동기를 부여받을 수 있다.

## 같이 보기
- 선전 모델